# Charles T. Hinde
Charles T. Hinde (Urbana, 1832. július 12. – Coronado, 1915. február 10. vagy 1915. március 10.) amerikai iparmágnás, mágnás, folyami hajóskapitány, üzletember és vállalkozó. Élete során számos vállalkozást vezetett, és számos üzleti vállalkozásba fektetett be. Hinde vezetői pozíciókat töltött be a folyami hajózás, a hajózás, a vasút és a szállodaipar területén. A negyvenes évei végére Hinde már nagy vagyont halmozott fel a gőzhajó- és vasútüzletágban végzett munkájából.
Az 1880-as évek végén közeli barátja, E. S. Babcock meghívta Hinde-t San Diegóba, hogy fektessen be és vezessen több vállalkozást, köztük a Hotel del Coronadót és a Spreckels Brothers Commercial Company-t John D. Spreckelsszel. Hinde a Dél-Kaliforniában töltött idő alatt jelentősen növelte személyes vagyonát, és hozzájárult a régió gazdaságának fellendítéséhez. Élete vége felé vagyonának nagy részét a kaliforniai Coronado városában és környékén megvalósuló különböző projektek támogatására adományozta, amelyek közül néhányat lánya, Camilla emlékének szentelt, aki 13 éves korában halt meg az indianai Evansville-ben.

## Fiatalkora
Hinde 1832. július 12-én született az ohiói Urbanában. Thomas S. Hinde (1785-1846) és Sara Cavileer Hinde (1791-1847) hat gyermekének egyike volt. Nagyapja Dr. Thomas Hinde (1737-1828) volt, aki kitüntette magát az amerikai függetlenségi háborúban és James Wolfe tábornok szolgálatában. Hinde életének első éveiben a család állandóan úton volt, mivel apja metodista hitű körzeti prédikátor volt, és katonai ingatlanokkal spekulált a Willam Henry Harrison által az amerikai őslakosoktól megvásárolt területeken. Végül Hinde apja egy nagy földterületet vásárolt Illinois déli részén, ahol várost alapított és letelepedett a családjával.
Hinde az általános és középiskolába az Illinois állambeli Mount Carmelben járt, abban a városban, amelyet az apja alapított 1815-ben. A Hinde család nagybirtokosok volt Mount Carmelben és az illinois-i Wabash megyében. A családi földek egy része a Wabash folyónál feküdt, és magában foglalta a Hanging Rockot és a Grand Rapids gátat. Hinde másfél évig járt az Indiana Asbury Egyetemre (ma DePauw Egyetem) Greencastle-ben, mielőtt apja és anyja halála után otthagyta az iskolát. Hinde, testvére, Edmund C. Hinde és nővére, Belinda Hinde kénytelen volt más rokonoknál élni vagy magáról gondoskodni. Az 1850-es években rövid ideig Hinde és fiatalabb nővére, Belinda idősebb nővérükkel, Marthával és annak férjével, Charles H. Constable bíróval élt Mount Carmelben és az Illinois állambeli Marshallban. Hinde főiskolai tanulmányait abbahagyva kezdetben csak Vincennesben, majd később Mount Carmelben tudott munkát találni, mint élelmiszerboltos. Bár ezek rosszul fizető állások voltak, Hinde azért tudta eltartani magát, mert apjától nagy földbirtokot örökölt.

## Foglalkoztatás a folyami hajózásban

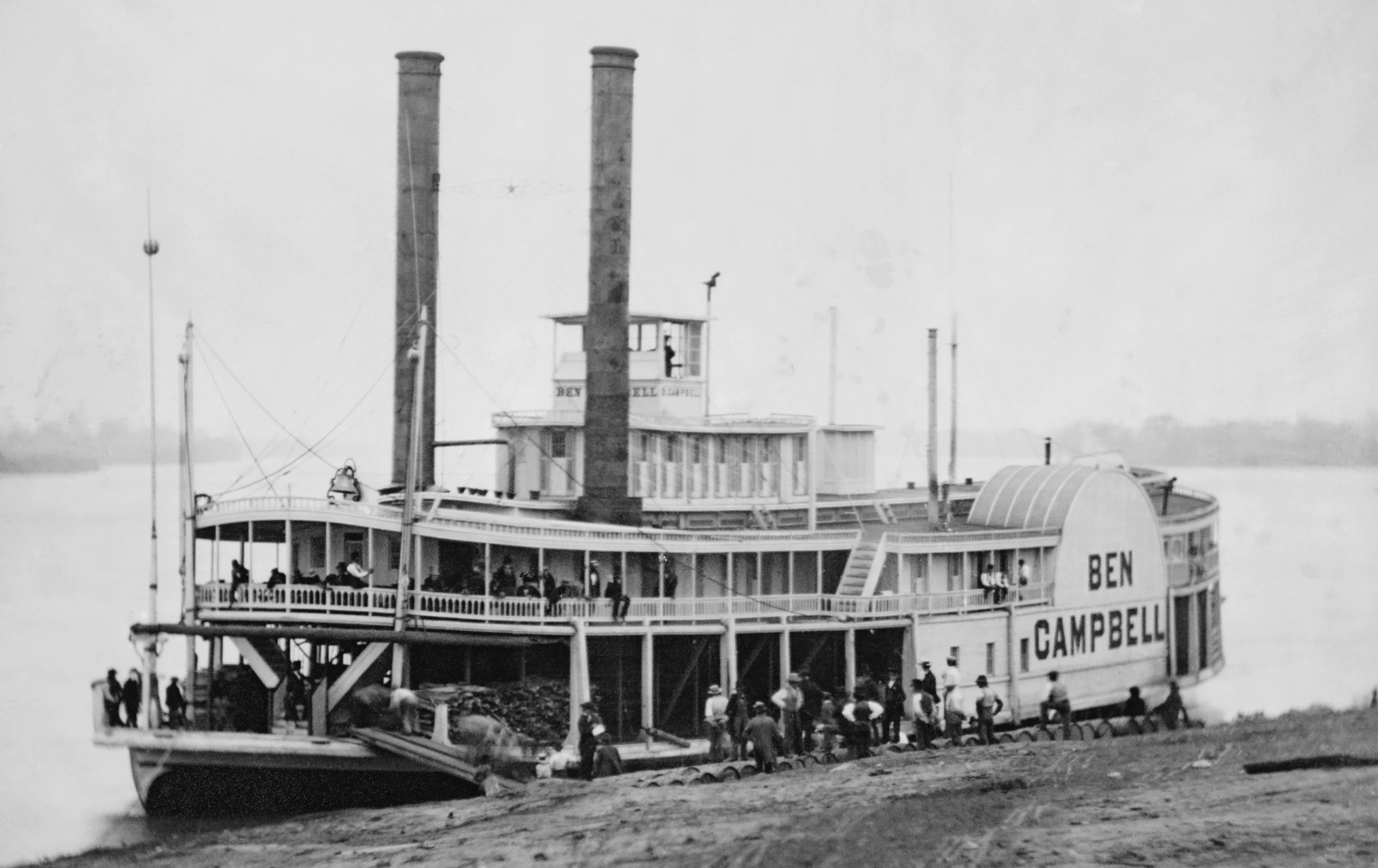
A Mississippi folyórendszerben használt gőzhajó típusa, egy 1850-es évekbeli dagerrotípia alapján

Hinde első munkahelye a folyami szállításban egy olyan hajón volt, amely a Missouri állambeli St. Louis és a Minnesota állambeli St. Paul között közlekedett. Körülbelül egy év múlva csatlakozott a Galena, Dubuque and St. Paul Packet Company-hoz, amely az ország ezen részének egyik legnagyobb közlekedési vállalatává vált. Egyszer ottani munkaviszonya alatt kolerát kapott, és majdnem meghalt. Hinde gyorsan haladt előre, és a húszas évei közepén, szokatlanul fiatalon kapitányi rangra léptették elő. 1862ben a Kentucky állambeli Louisville-be ment, hogy átvegye egy onnan a Tennessee állambeli Memphisbe közlekedő gőzhajó parancsnokságát. 1864-ben visszatért St. Louisba, hogy a Davenport nevű gőzhajó kapitányaként szolgáljon, amely St. Louisból St. Paulba közlekedett, mielőtt lemondott erről a pozícióról, hogy megszervezze az Illinois állambeli Cairóban a Halliday Brothers Corporation leányvállalatát, amely folyami szállítással és hajózással foglalkozott. Később saját üzletet alapított, és a cairói rakparton lett a Cairóban áthaladó összes gőzhajó-vonal hajózási ügynöke, mind az Ohio folyón, mind a Mississippi folyón és mellékfolyóikon. Hinde nem sokkal az üzlet megalapítása után eladta érdekeltségeit, és családjával az indianai Evansville-be költözött, ahol megismerkedett E. S. Babcockkal és a Reid testvérekkel.

## Vasúti üzlet

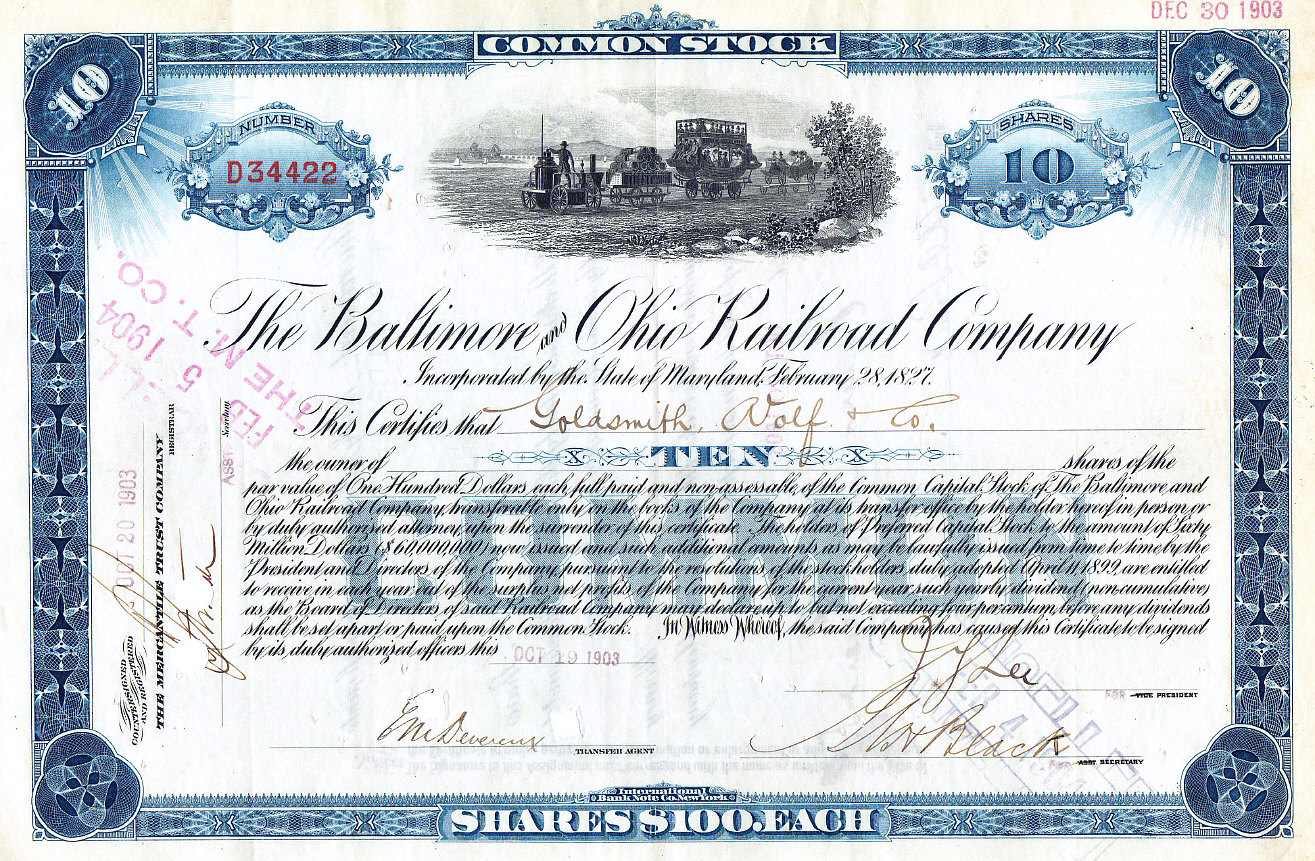
B & O részvény, 1903

A gőzhajóknak erős konkurenciát jelentett a vasút az amerikai polgárháború után, ugyanis a szállítás a vízi útvonalakról a folyamatosan bővülő és egységessé váló, átjárható hálózattá váló vasútvonalakra helyeződött át. Egy rövid, 1870-es rossz egészségi állapotú epizód után Hinde eladta érdekeltségeit a folyami hajózási üzletben, és a vasút felé fordította figyelmét. A Kentucky állambeli Louisville-be ment pihenni, és egy véletlen folytán a Baltimore and Ohio Railroad Company hajózási ügynöke lett, mivel a vállalat több vezetőjével szoros kapcsolatban állt. Hinde különböző szerződéseket szerzett a gabonafuvarozásra, amely üzletágba talán a bátyjától, Edmund C. Hinde-től (1830-1909) szerzett némi betekintést, aki akkoriban a gabonaüzletben tevékenykedett szülővárosukban, Mount Carmelben. A vállalkozás azonban sikertelen volt, és a Baltimore and Ohio Railroad csődeljárás alá került; Hinde elintézte, hogy minden szállítmányát a Chesapeake and Ohio Railwayhez helyezzék át. Nem sokkal azelőtt, hogy meghívást kapott E. S. Babcocktól, hogy a kaliforniai Coronadóba költözzön, Hinde egyetlen gyermeke, Camilla 13 éves korában meghalt Evansville-ben. 13 éves korában Babcock megalapította a Hotel del Coronadót és több nagyvállalatot, és meghívta Hinde-t, hogy fektessen be és segítsen az üzleti érdekeltségeinek irányításában. Hinde alig egy évtizede foglalkozott a vasúti üzletággal, amikor Dél-Kaliforniába távozott, hogy John Diedrich Spreckels és E. S. Babcock mellett ingatlan- és szállodaipari befektetéseket eszközöljön. A következő években Hinde és Spreckels számos sikeres üzleti vállalkozást indítottak el együtt, és jó barátok lettek.